# ألبرت كارلو إيفرسن
ألبرت كارلو إيفرسن (بالدنماركية: Albert Carlo Iversen)‏ هو طبيب بيطري دنماركي، ولد في 28 سبتمبر 1895 في راندرس في الدنمارك، وتوفي في 29 يونيو 1944 في Ryvangen Memorial Park ‏ في الدنمارك.